# Dudley Ryder, 3. Earl of Harrowby

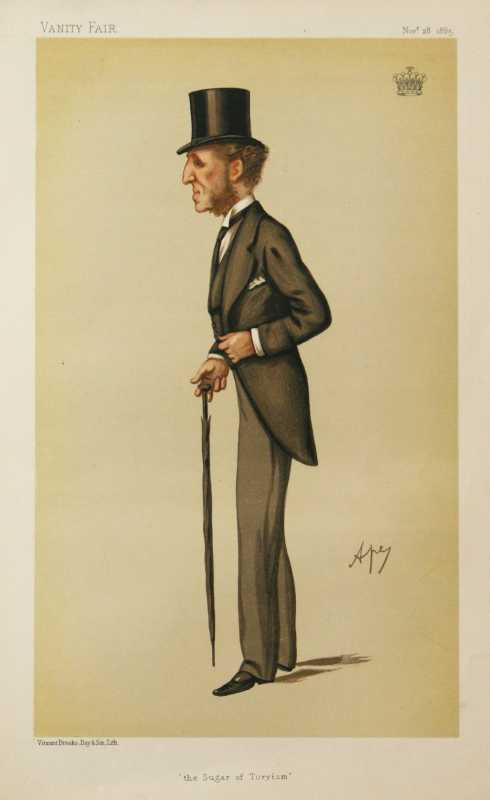
Dudley Ryder, 3. Earl of Harrowby in einer Karikatur von Carlo Pellegrini in der Zeitschrift Vanity Fair vom 28. November 1885

Dudley Francis Stuart Ryder, 3. Earl of Harrowby PC (* 16. Januar 1831 in Brighton, East Sussex; † 26. März 1900 in Sandon, Staffordshire) war ein britischer Politiker der Whigs, der Liberal Party sowie später der Conservative Party, der 17 Jahre lang Mitglied des House of Commons war und ab 1882 Mitglied des House of Lords wurde. Er fungierte zwischen 1878 und 1880 als Handelsminister (President of the Board of Trade) sowie von 1885 bis 1886 als Lordsiegelbewahrer.

## Leben

### Familiäre Herkunft und Studium
Ryder war ein Enkel des ehemaligen Außenministers und langjährigen Lord President of the Council Dudley Ryder, der 1803 den Titel 2. Baron Harrowby erbte und 1809 zum 1. Earl of Harrowby erhoben wurde. Sein Vater war dessen ältester Sohn Dudley Ryder, der 1847 dessen Titel erbte, 1855 das Amt des Chancellor of the Duchy of Lancaster sowie von 1855 bis 1857 ebenfalls das Amt des Lordsiegelbewahrers bekleidete. Seine Mutter Lady Frances Stuart war eine Tochter von John Stuart, 1. Marquess of Bute.
Als Heir apparent seines Vaters führte er von 1847 bis 1882 den Höflichkeitstitel Viscount Sandon. Nach dem Besuch der renommierten Harrow School absolvierte er ein Studium am Christ Church der University of Oxford.

### Unterhausabgeordneter und Handelsminister
Als Anhänger von Premierminister Henry Temple, 3. Viscount Palmerston trat er zunächst den Whigs bei, für die er am 30. Mai 1856 im Wahlkreis Lichfield erstmals zum Mitglied des House of Commons gewählt wurde. Diesen Wahlkreis vertrat er bis zum 28. April 1859 und trat 1859 der Liberal Party bei. Er fungierte zeitweilig als Deputy Lieutenant der Grafschaft Staffordshire, in der er auch als Vorsitzender des Grafschaftsrates (County Council) sowie als Friedensrichter (Justice of the Peace) wirkte.
Nachdem Ryder zwischenzeitlich die Liberal Party verlassen hatte und der Conservative Party beigetreten war, wurde er am 17. November 1868 für diese erneut zum Abgeordneten in das Unterhaus gewählt und vertrat nunmehr bis zum 19. November 1882 den Wahlkreis Liverpool. Er war von 1870 bis 1872 Mitglied der Schulbehörde für die City of Westminster (London School Board for Westminster). 1874 wurde er zum Mitglied des Privy Council berufen und fungierte zwischen 1874 und 1878 als Vize-Minister für Erziehung (Vice President of the Education Board).
Am 4. April 1878 wurde er von Premierminister Benjamin Disraeli, 1. Earl of Beaconsfield als Nachfolger von Charles Adderley, 1. Baron Norton zum Handelsminister (President of the Board of Trade) in dessen zweite Regierung berufen und gehörte dieser bis zum Ende von Disraelis Amtszeit am 21. April 1880 an.

### Oberhausmitglied und Lordsiegelbewahrer
Beim Tode seines Vaters am 19. November 1882 erbte Ryder dessen Titel als 3. Earl of Harrowby, 3. Viscount Sandon und 4. Baron Harrowby. Dadurch wurde er zugleich Mitglied des House of Lords, dem er bis zu seinem Tod angehörte.
Premierminister Robert Gascoyne-Cecil, 3. Marquess of Salisbury berief den Earl of Harrowby am 23. Juni 1885 zum Lordsiegelbewahrer (Lord Privy Seal) in dessen ersten Kabinett, dem er bis zum 1. Februar 1886 angehörte.
Am 3. Oktober 1861 heiratete er Lady Mary Frances Cecil, deren Vater Brownlow Cecil, 2. Marquess of Exeter unter anderem zwei Mal Lord Chamberlain of the Household war. Da diese Ehe jedoch kinderlos blieb, erbte nach seinem Tod am 26. März 1900 sein jüngerer und einziger Bruder Henry Dudley Ryder den Titel als 4. Earl of Harrowby sowie die damit verbundenen Titel.